# Регистрационный учёт в Российской Федерации
Регистрацио́нный учёт в Росси́йской Федера́ции — фиксация в установленном порядке органом регистрационного учёта сведений о месте жительства гражданина Российской Федерации и о его нахождении в данном месте жительства. Отсутствие регистрации не исключает возможность установления места жительства гражданина на основе других данных, не обязательно исходящих от органов регистрационного учёта. Введён с 1 октября 1993 года вместо института прописки, возникшего в СССР, и включает в себя регистрацию по месту жительства и регистрацию по месту пребывания.
Регистрация является способом учёта граждан в пределах Российской Федерации, носящим уведомительный характер и отражающим факт нахождения гражданина по месту пребывания или жительства, который не может служить основанием ограничения или условием реализации прав и свобод граждан, предусмотренных Конституцией РФ, федеральными законами и законодательными актами субъектов РФ.

## История
В июне 1993 года Верховный совет Российской Федерации принял Закон РФ «О праве граждан Российской Федерации на свободу передвижения, выбор места пребывания и жительства в пределах Российской Федерации», в котором прописка была заменена на регистрацию по месту жительства; одновременно было введено понятие регистрации по месту пребывания. Целью введения регистрационного учёта закон называет «обеспечение необходимых условий для реализации гражданином Российской Федерации его прав и свобод, а также исполнения им обязанностей перед другими гражданами». Законом было установлено, что «регистрация или отсутствие таковой не могут служить основанием ограничения или условием реализации прав и свобод граждан, предусмотренных Конституцией Российской Федерации, законами Российской Федерации, Конституциями и законами республик в составе Российской Федерации». Важным отличием вновь введённой системы является привязка регистрации к конкретному жилому помещению, а не к населённому пункту, как это было с пропиской в Положении о паспортной системе СССР 1974 года.
Главы некоторых регионов выступили против закона, принятого Верховным Советом РФ. Мэр Москвы Ю. М. Лужков назвал его «законом, торпедирующим Москву». Правительство Москвы отказалось исполнять этот закон и не отменило обязательную прописку, даже после того как свобода выбора места жительства была подтверждена новой Конституцией, принятой на референдуме 12 декабря 1993 года. Ситуация начала меняться только после принятия Постановления Конституционного Суда РФ от 04.04.1996 N 9-П «По делу о проверке конституционности ряда нормативных актов города Москвы и Московской области, Ставропольского края, Воронежской области и города Воронежа, регламентирующих порядок регистрации граждан, прибывающих на постоянное жительство в названные регионы», который признал, что положения перечисленных нормативных актов не соответствуют Конституции РФ.
В 1998 году Конституционным судом РФ было принято Постановление от 02.02.1998 N 4-П, в котором были признаны не соответствующими Конституции РФ нормы, установленные Правительством РФ, об ограничении срока регистрации по месту пребывания (срок ограничивался 6 месяцами) и об основаниях для отказа регистрации по месту пребывания и жительства (в том числе была отменена норма о размере жилой площади на одного проживающего).
В 2002 году Правительство РФ исключило из списка документов, необходимых для регистрации по месту жительства, военный билет и отменило норму о том, что регистрация военнообязанных осуществляется после постановки на воинский учёт.
С 28 ноября 2004 года была ужесточена ответственность за проживание без регистрации по месту пребывания и месту жительства: за данное административное правонарушение был установлен штраф в размере от 1500 до 2500 руб. вместо предупреждения или штрафа в размере 100 руб.
С 5 января 2005 года для граждан России была введена серьёзная либерализация режима регистрации по месту пребывания: Правительство РФ изменило срок для представления документов для регистрации: вместо «в течение 3 дней» на «по истечении 90 дней» с момента прибытия.
1 июня 2010 года ФМС России издала Письмо № СК-1/10-8386, которое разрешило гражданам регистрироваться по месту пребывания посредством портала Gosuslugi.ru. Позднее Правительство РФ закрепило возможность регистрироваться по месту пребывания и месту жительства через портал Gosuslugi.ru в Постановлении Правительства РФ от 11.11.2010 № 885.
29 марта 2011 года ФМС России опубликовала на своём официальном сайте разъяснение о регистрации по месту пребывания в электронном виде, которое ввело обязательное требование личной явки в органы ФМС России и этим фактически отменило возможность регистрироваться через Интернет.
С 5 декабря 2011 года была введена административная ответственность должностных лиц органов исполнительной власти за нарушение законодательства о предоставлении государственных услуг, к которым относится и услуга по регистрационному учёту, в виде штрафа от 3 до 30 тыс. руб.

## Установленный порядок регистрации
Исходя из определения статьи 3 Закона РФ от 25.06.1993 № 5242-1, регистрация имеет две цели: правонаделительную («обеспечение необходимых условий для реализации гражданином Российской Федерации его прав и свобод») и правоохранительную («исполнения им обязанностей перед другими гражданами»).
Конституционный Суд РФ высказал следующую правовую позицию об институте регистрации в Постановлении от 02.02.1998 N 4-П: «… сам по себе факт регистрации или отсутствие таковой не порождает для гражданина каких-либо прав и обязанностей и, согласно части второй статьи 3 Закона Российской Федерации „О праве граждан Российской Федерации на свободу передвижения, выбор места пребывания и жительства в пределах Российской Федерации“, не может служить основанием ограничения или условием реализации прав и свобод граждан, предусмотренных Конституцией Российской Федерации, федеральными законами и законодательными актами субъектов Российской Федерации. Согласно названному Закону органы регистрационного учёта уполномочены лишь удостоверить акт свободного волеизъявления гражданина при выборе им места пребывания и жительства. Именно поэтому регистрационный учёт не может носить разрешительного характера и не должен приводить к ограничению конституционного права гражданина выбирать место пребывания и жительства. Таким образом, регистрация в том смысле, в каком это не противоречит Конституции Российской Федерации, является лишь предусмотренным федеральным законом способом учёта граждан в пределах Российской Федерации, носящим уведомительный характер и отражающим факт нахождения гражданина по месту пребывания или жительства».
По данным ФМС России, ежегодно происходит от 18,5 млн до 21,0 млн обращений граждан о регистрации и снятии с регистрационного учёта по месту пребывания и по месту жительства.

### Органы регистрационного учёта
В городах, посёлках, сельских населённых пунктах, закрытых военных городках, а также в населённых пунктах, расположенных в пограничной полосе или закрытых административно-территориальных образованиях, в которых имеются территориальные органы Министерства внутренних дел Российской Федерации (МВД РФ), органами регистрационного учёта граждан Российской Федерации по месту пребывания и по месту жительства в пределах Российской Федерации являются территориальные органы (управления, отделы, отделения) МВД России, в остальных населённых пунктах — местная администрация.
С 1 января 2014 года органами регистрационного учёта будут являться исключительно территориальные органы ФМС России (с 2016 года, после упразднения ФМС, функция передана отделам по вопросам миграции МВД). Местные администрации (как правило, администрации небольших сёл и деревень) утрачивают функции по осуществлению регистрации по месту пребывания и месту жительства.
Регистрация граждан по месту пребывания в гостинице, санатории, доме отдыха, пансионате, кемпинге, больнице, на туристской базе, а также в ином подобном учреждении осуществляется по их прибытии администрацией этих учреждений, но они юридически не являются органами регистрационного учёта, хотя и принимают решение о регистрации.

### Должностные лица, ответственные за регистрацию
Для осуществления регистрации граждане должны обращаться не в органы регистрационного учёта, а к должностным лицам, ответственным за регистрацию, которые осуществляют первичный приём документов с последующей их передачей в органы регистрационного учёта.
Должностными лицами, ответственными за регистрацию, являются:
- Должностные лица, осуществляющие в соответствии с жилищным законодательством Российской Федерации контроль за использованием и сохранностью жилищного фонда Российской Федерации, жилищного фонда субъектов Российской Федерации, муниципального жилищного фонда, ответственные за регистрацию в жилых помещениях государственного и муниципального жилищного фонда.
- Собственники, самостоятельно осуществляющие управление своими помещениями, или уполномоченные лица товарищества собственников жилья либо управляющей организации, ответственные за регистрацию в жилых помещениях частного жилищного фонда.
- Уполномоченные лица органов управления жилищными и жилищно-строительными кооперативами, ответственные за регистрацию в жилых помещениях, находящихся в домах жилищных и жилищно-строительных кооперативов.
- Уполномоченные должностные лица, ответственные за регистрацию в гостиницах, кемпингах, туристских базах, санаториях, домах отдыха, пансионатах, больницах, домах-интернатах для инвалидов, ветеранов, одиноких и престарелых, гостиницах-приютах и других учреждениях социального назначения.

При отсутствии должностных лиц, ответственных за регистрацию, гражданин должен обращаться с заявлением к собственнику жилого помещения, который затем должен обратиться в орган регистрационного учёта. Но обычно на практике в таком случае гражданин вместе с собственником обращаются в орган регистрационного учёта.

### Регистрация по месту пребывания
Граждане, прибывшие для временного проживания в жилых помещениях, не являющихся их местом жительства, на срок свыше 90 дней, обязаны по истечении указанного срока обратиться к должностным лицам, ответственным за регистрацию, и представить:
- документ, удостоверяющий личность;
- заявление установленной формы о регистрации по месту пребывания;
- документ, являющийся основанием для временного проживания гражданина в указанном жилом помещении (договоры найма (поднайма), социального найма жилого помещения или заявление лица, предоставляющего гражданину жилое помещение).

Должностные лица, ответственные за регистрацию, в 3-дневный срок со дня обращения граждан передают документы, указанные выше, в органы регистрационного учёта. Органы регистрационного учёта в 3-дневный срок со дня поступления документов регистрируют в установленном порядке граждан по месту пребывания в жилых помещениях, не являющихся местом их жительства, и выдают им свидетельство о регистрации по месту пребывания. Регистрация граждан по месту пребывания в гостинице, санатории, доме отдыха, пансионате, кемпинге, больнице, на туристской базе, а также в ином подобном учреждении осуществляется по их прибытии администрацией этих учреждений на основании документов, удостоверяющих личность. Регистрация граждан по месту пребывания осуществляется без их снятия с регистрационного учёта по месту жительства.

### Регистрация по месту пребывания посредством Gosuslugi.ru
С 1 июня 2010 года у граждан появилась возможность пройти постановку на регистрационный учёт по месту пребывания с использованием государственного портала Gosuslugi.ru. Порядок регистрации по месту пребывания через сайт Gosuslugi.ru регулировался только Письмом ФМС России от 01.06.2010 № СК-1/10-8386 «К вопросу о предоставлении населению государственной услуги по регистрационному учёту граждан в электронном виде». Для регистрации не требовалось посещать территориальное подразделение ФМС России. Свидетельство о регистрации по месту пребывания направлялось почтой по адресу, указанному в заявлении, на имя лица, предоставившего жилое помещение для временного проживания.
Возможность регистрации с помощью Интернета привело к тому, что многие собственники квартир стали писать заявления в территориальные органы ФМС России и паспортные столы жилищно-эксплуатационных организаций с просьбой никого не регистрировать в принадлежащих им квартирах. Прокуратура Санкт-Петербурга направила в УФМС России по Санкт-Петербургу и Ленинградской области письмо о запрете регистрации граждан РФ в квартирах собственников без их согласия. Руководитель ФМС России К. Ромодановский в интервью программы «Вести» постарался успокоить граждан. 29 марта 2011 года на официальном сайте ФМС России появилось разъяснение, в соответствии с которым предоставление заявления о регистрации по месту пребывания в электронной форме не освобождает гражданина от обязанности предоставления заявления в бумажной форме в территориальное подразделение ФМС России.
В личном кабинете на Gosuslugi.ru сообщалось, что при «подаче заявления о регистрации по месту пребывания (по форме № 1) в результате Пользователь получит электронное сообщение, в котором предлагается в 3-дневный срок в приёмные часы прибыть в орган регистрационного учёта для проставления в заявлении подписи и предъявления документа, удостоверяющего его личность, и документа, являющегося основанием для временного проживания в заявленном жилом помещении, надлежаще оформленного». В качестве формального повода было указано, что «На данном этапе возможности по использованию электронной цифровой подписи по объективным причинам у граждан не имеется, поэтому до решения этого вопроса по существу, в целях придания легитимности представляемым гражданами заявлениям в форме электронного документа возникает необходимость в одноразовом посещении заявителем органа регистрационного учёта…».
Вместе с тем, согласно разъяснению Минкомсвязи России (письмо от 27.12.2011 № П13-5746-ОГ), «при выборе функции „подать заявление“ личного кабинета Единого портала заявление считается подписанным простой электронной подписью…». Таким образом, действия ФМС по обязыванию граждан к личной явке являются непоследовательными, необоснованными по содержанию и незаконными по форме, поскольку указанная обязанность возложена письмом, что прямо запрещено п. 2 Правил подготовки нормативных правовых актов. Кроме того, ФМС России временную меру (требование личной явки) предполагало сделать постоянной. 23 марта 2012 года ФМС России разместила на официальном сайте для проведения общественной антикоррупционной экспертизы проект Административного регламента в новой редакции. Проектом предлагалось введение личной явки при совершении всех регистрационных действий как при постановке на учёт (пп. 95—104 — жительства, 68—74 — пребывания), так и снятия с регистрационного учёта (пп. 141—145 — пребывания, 148 — жительства). Попытки ФМС России сохранить процедуру личной явки свидетельствуют о сохранении высоких коррупциогенных рисков в данном органе исполнительной власти. Требование о подтверждении согласия собственника было введено письмом ФМС России 05.04.2011 № ЕЕ-1/10-4388. Министерство юстиции России указало на незаконный характер такого рода требований и «предложило» ФМС России «отозвать» указанное письмо. Таким образом, предоставление заявления о регистрации по месту пребывания в электронной форме только даёт возможность гражданину обратиться в орган регистрационного учёта, а не к должностному лицу, ответственному за регистрацию.

### Регистрация по месту жительства
Гражданин, изменивший место жительства, обязан не позднее 7 дней со дня прибытия на новое место жительства обратиться к должностным лицам, ответственным за регистрацию, и представить:
- документ, удостоверяющий личность;
- заявление установленной формы о регистрации по месту жительства;
- документ, являющийся в соответствии с жилищным законодательством Российской Федерации основанием для вселения в жилое помещение.

Должностные лица, ответственные за регистрацию в 3-дневный срок со дня обращения граждан передают документы, указанные выше, в органы регистрационного учёта. Органы регистрационного учёта в 3-дневный срок со дня поступления документов регистрируют граждан по месту жительства и производят в их паспортах отметку о регистрации по месту жительства. Гражданам, регистрация которых производится по иным документам, удостоверяющим личность, выдаётся свидетельство о регистрации по месту жительства.
C 1 января 2011 году вступили в силу изменения в Закон РФ «О праве граждан Российской Федерации на свободу передвижения, выбор места пребывания и жительства в пределах Российской Федерации», в соответствии с которыми заявление на регистрацию по месту жительства и иные указанные выше документы могут быть представлены в форме электронных документов, порядок оформления которых определяется Правительством Российской Федерации, и направлены в орган регистрационного учёта с использованием информационно-телекоммуникационных сетей общего пользования, в том числе сети Интернет, включая единый портал государственных и муниципальных услуг.
Регистрация по месту жительства гражданина Российской Федерации, относящегося к коренному малочисленному народу Российской Федерации, ведущего кочевой и (или) полукочевой образ жизни и не имеющего места, где он постоянно или преимущественно проживает, осуществляется в одном из поселений (по выбору данного гражданина), находящихся в муниципальном районе, в границах которого проходят маршруты кочевий данного гражданина, по адресу местной администрации указанного поселения с учётом перечня мест традиционного проживания и традиционной хозяйственной деятельности коренных малочисленных народов Российской Федерации, утвержденного Правительством Российской Федерации.

### Контроль за соблюдением правил регистрации
Уполномоченные должностные лица ФМС России и МВД России вправе принимать решения о проведении плановых и внеплановых проверок соблюдения гражданами Российской Федерации и должностными лицами правил регистрации. При этом составляется распоряжение о проведении проверки, а по результатам проверки — акт проверки. При выявленных нарушениях принимается решение о возбуждении дела об административном правонарушении либо о направлении материала в орган, уполномоченный на принятие решений по факту выявленного правонарушения.
Кроме того, текущий контроль и надзор за соблюдением гражданами Российской Федерации и должностными лицами правил регистрации на административных участках непосредственно осуществляется участковыми уполномоченными полиции.

### Ответственность за нарушение правил регистрации
Ответственность за нарушение правил регистрации для граждан, обязанных регистрироваться по месту пребывания и месту жительства, установлена пунктом 1 статьи 19.15 КоАП РФ:

1. Проживание по месту жительства или по месту пребывания гражданина Российской Федерации, обязанного иметь удостоверение личности гражданина (паспорт), без удостоверения личности гражданина (паспорта) или по недействительному удостоверению личности гражданина (паспорту) либо без регистрации по месту пребывания или по месту жительства — влечёт наложение административного штрафа в размере от одной тысячи пятисот до двух тысяч пятисот рублей.

Пункт 2 статьи 19.15 КоАП РФ устанавливает ответственность должностных лиц, ответственных за регистрацию, и собственников жилых помещений за нарушение правил регистрации:

2. Допущение лицом, ответственным за соблюдение правил регистрационного учёта, проживания гражданина Российской Федерации без удостоверения личности гражданина (паспорта) или по недействительному удостоверению личности гражданина (паспорту) либо без регистрации по месту пребывания или по месту жительства, а равно допущение гражданином проживания в занимаемом им или в принадлежащем ему на праве собственности жилом помещении лиц без удостоверения личности гражданина (паспорта) либо без регистрации по месту пребывания или по месту жительства — влечёт наложение административного штрафа в размере от двух тысяч до двух тысяч пятисот рублей.

Формулировка правонарушений сделана таким образом, что они являются длящимися, и двухмесячный срок давности привлечения к административной ответственности начинает течь не со дня нарушения правил регистрации, а со дня обнаружения нарушений правил регистрации. Длящийся характер данного правонарушения подтверждается, в частности, ответом на Вопрос 16 Обзора судебной практики Верховного Суда Российской Федерации за четвёртый квартал 2005 года, утверждённого Постановлением Президиума Верховного Суда Российской Федерации от 1 марта 2006 г.
Рассматривать дела об административных правонарушениях и составлять протоколы об административных правонарушениях по статье 19.15 КоАП РФ уполномочены:
- старшие участковые уполномоченные полиции, участковые уполномоченные полиции;
- руководители и их заместители ФМС России, территориальных органов ФМС России, руководители структурных подразделений территориальных органов ФМС России.

Указанные выше должностные лица назначают административное наказание физическому лицу без составления протокола, если данное лицо не оспаривает наличие события административного правонарушения и (или) назначенное ему административное наказание.
Кроме того, составлять протоколы об административных правонарушениях по статье 19.15 КоАП (с последующей передачей протоколов лицам, уполномоченным рассматривать дела об административных правонарушениях) уполномочены практически все сотрудники полиции. При осуществлении надзора за исполнением законов прокурор может вынести постановление о возбуждении дела об административном правонарушении.
Должностные лица ФМС России и её территориальных органов за нарушение порядка предоставления государственной услуги по регистрационному учёту могут быть привлечены к административной ответственности по статье 5.63 КоАП РФ: за нарушение порядка, приведшего к непредоставлению услуги или предоставлению услуги с нарушением установленных сроков, — штраф от 3000 до 5000 руб.; при требовании документов и (или) платы, не предусмотренной законодательством, — штраф от 5000 до 10000 руб.; за нарушение порядка или сроков рассмотрения поданной жалобы — штраф от 20000 до 30000 руб. Дело об административном правонарушении по статье 5.63 возбуждается прокурором а рассматривается мировым судьёй,.

### Законодательство
В настоящее время порядок регистрации по месту пребывания и месту жительства, а также ответственность за их нарушение установлены следующими нормативно-правовыми актами:
1. Закон РФ от 25.06.1993 № 5242-1 «О праве граждан Российской Федерации на свободу передвижения, выбор места пребывания и жительства в пределах Российской Федерации»;
2. Федеральный закон от 21 декабря 2013 года № 376-ФЗ;
3. Правила регистрации и снятия граждан Российской Федерации с регистрационного учёта по месту пребывания и по месту жительства в пределах Российской Федерации, утв. Постановлением Правительства РФ от 17.07.1995 № 713);
4. Административный регламент предоставления Федеральной миграционной службой государственной услуги по регистрационному учёту граждан Российской Федерации по месту пребывания и по месту жительства в пределах Российской Федерации, утв. Приказом ФМС России от 20.09.2007 № 208;
5. Письмо ФМС России от 01.04.2011 № СК-1/10-4222 «О некоторых вопросах регистрационного учёта граждан Российской Федерации»;
6. Статья 19.15 Кодекса об административных правонарушениях Российской Федерации;
7. Административный регламент исполнения Федеральной миграционной службой, её территориальными органами и органами внутренних дел Российской Федерации государственной функции по контролю и надзору за соблюдением гражданами Российской Федерации и должностными лицами правил регистрации и снятия граждан Российской Федерации с регистрационного учёта по месту пребывания и по месту жительства в пределах Российской Федерации", утв. Приказом МВД России и ФМС России от 19.05.2009 № 385/117;
8. Постановление Конституционного Суда РФ от 04.04.1996 № 9-П «По делу о проверке конституционности ряда нормативных актов города Москвы и Московской области, Ставропольского края, Воронежской области и города Воронежа, регламентирующих порядок регистрации граждан, прибывающих на постоянное жительство в названные регионы»;
9. Постановление Конституционного Суда РФ от 02.02.1998 № 4-П «По делу о проверке конституционности пунктов 10, 12 и 21 Правил регистрации и снятия граждан Российской Федерации с регистрационного учёта по месту пребывания и по месту жительства в пределах Российской Федерации, утверждённых Постановлением Правительства Российской Федерации от 17 июля 1995 г. N 713»;
10. Статья 27 Конституции Российской Федерации;
11. Статья 13 Всеобщей декларации прав человека;
12. Статья 12 Международного пакта о гражданских и политических правах;
13. Статья 2 Протокола № 4 к Европейской конвенции о защите прав человека и основных свобод;
14. Статья 22 Конвенции СНГ о правах и основных свободах человека.

### Возможные изменения
27 декабря 2010 года Председатель Правительства РФ В. В. Путин, выступая на заседании Госсовета России, предложил отменить возможность регистрации через Интернет и ужесточить ответственность (вплоть до уголовной) за нарушение порядка регистрации, а также применять высылку для граждан РФ, проживающих без регистрации в крупных городах. 7 февраля 2011 года Президент РФ Д. А. Медведев на совещании по основным вопросам деятельности МВД поручил рассмотреть вопрос о привлечении нарушителей правил регистрации к уголовной ответственности. В статье от 23 января 2012 года кандидат в Президенты РФ В. В. Путин снова предложил ввести уголовную ответственность за нарушение норм регистрации.
31 января 2011 года Председатель комитета Госдумы по гражданскому, уголовному, арбитражному и процессуальному законодательству Павел Крашенинников предложил ограничить права собственника жилого помещения на вселение лиц, если в результате такого вселения на каждого проживающего будет приходиться менее учётной нормы, определённой органом местного самоуправления, и, соответственно, запретить регистрацию по месту пребывания и жительства таких лиц. Однако отрицательные отзывы Правительства РФ на внесённый законопроект делают маловероятным его принятие.
В интервью, опубликованном в газете «Коммерсантъ» 2 февраля 2012 года, директор ФМС России Константин Ромодановский предположил, что в ближайшие несколько лет штамп в паспорте о регистрации по месту жительства возможно будет заменён электронным подтверждением в универсальной электронной карте, которая в будущем будет признана документом, удостоверяющим личность.

## Критика системы регистрации
Парламентская ассамблея Совета Европы 23 апреля 2002 г. приняла Резолюцию 1277 (2002) «О выполнении Российской Федерацией своих обязательств», которая в соответствующей части указывает на следующее:

8. При этом Ассамблея озабочена всё ещё недостаточным прогрессом в выполнении ряда важных обязательств, в отношении которых российским властям необходимо предпринять дальнейшие шаги:
…
xii. отмечая, что российские федеральные власти добились заметного прогресса в вопросе отмены старой системы «прописки» (внутренней регистрации), Ассамблея выражает сожаление по поводу того, что в отношении этнических меньшинств продолжают действовать ограничительные регистрационные положения, зачастую носящие дискриминационный характер. Поэтому Ассамблея, напоминая о резолюции 1544 (2001), повторяет содержавшийся в ней призыв к заинтересованным государствам-членам «подвергнуть тщательному пересмотру национальное законодательство и политику с целью отмены положений, мешающих соблюдению права свободно передвигаться и выбирать место жительства на территории своей страны».

Всероссийский центр изучения общественного мнения (ВЦИОМ) 25 февраля 2010 года опубликовал данные об отношении граждан России к регистрации по месту жительства и пребывания. В частности, по данным ВЦИОМ, 31 % опрошенных россиян сталкивались с регистрационным учётом. Из них приблизительно две трети оценивает полученный опыт скорее положительно, считает, что у них проблем с оформлением регистрации не было, а примерно треть скорее отрицательно и считает, что регистрацию было оформить непросто.
По мнению Минэкономразвития России, при регистрации по месту жительства и месту пребывания население России теряет 278,9 млн р. ежегодно, а ВВП России — 379,7 млн р. ежегодно.
В 2014 году на портале Российской общественной инициативы проводилось голосование за отмену регистрации по месту жительства для граждан РФ, но не набрало достаточное для прохождения количество голосов.

### Регистрация и взяточничество
В сообщениях СМИ описываются факты дачи и получения взятки сотрудниками милиции, а также вымогательства взятки, связанных с соблюдением правил регистрации:
- В городе Будённовск Ставропольского края возбуждено уголовное дело в отношении сотрудника милиции за получение взятки с вымогательством. Сотрудник милиции требовал от гражданина передать ему денежные средства в сумме 6000 руб. за непривлечение к административной ответственности по ст. 19.15 КоАП РФ. Оснований для составления протокола об административном правонарушении не имелось[39].
- Житель деревни 1-е Красниково Курской области предложил взятку в размере 1000 руб. участковому уполномоченному милиции за непривлечение его, а также его невестки, к административной ответственности по ст. 19.15 КоАП РФ. По данному факту было возбуждено и расследовано уголовное дело. Курским районным судом вынесен обвинительный приговор и назначено наказание в виде лишения свободы сроком на один год с отбыванием наказания в исправительной колонии общего режима[40].

### Нарушение установленных правил регистрации
На практике широко распространены запросы должностными лицами, ответственными за регистрацию, или должностными лицами органа регистрационного учёта дополнительных документов, предоставление которых не предусмотрено законодательством. Это обстоятельство является одной из причин массовых нарушений гражданами своих обязанностей в сфере регистрационного учёта:
- Должностные лица УФМС России по Липецкой области в Правобережном округе неправомерно отказали гражданке в регистрации по месту жительства и предложили предоставить ряд дополнительных документов. По жалобе гражданки местная прокуратура провела проверку и внесла представление в адрес руководителя отдела УФМС России по Липецкой области в Правобережном округе о незамедлительном устранении нарушений и привлечении к дисциплинарной ответственности должностных лиц, виновных в нарушении прав гражданки[41].
- В Казани за 5 месяцев 2009 г. было зафиксировано более 2000 административных взысканий по ст. 19.15 КоАП РФ («проживание гражданина Российской Федерации без удостоверения личности гражданина (паспорта) или без регистрации»). В большинстве случаев это были граждане, зарегистрированные по одному адресу в Казани, но проживающие по другому адресу в этом же городе[42].
- В Красноярском крае в ходе оперативно-профилактической операции «Перепись», которая началась в июне 2008 года, УФМС по Красноярскому краю было проверено 138 944 жилых помещений, в которых проживает более 1 млн человек. В результате выявлены нарушители, на которых составлено около 85,5 тыс. административных протоколов по ст. 19.15 и 19.16 КоАП РФ. Из числа нарушителей более 29 тыс. граждан проживали без регистрации, почти 16 тыс. человек — без паспортов, а по недействительным паспортам — чуть более 36 тыс. человек[43].

### Регистрация и трудоустройство
Существует широкая практика дискриминации граждан при приёме на работу по признаку наличия или отсутствия регистрации по месту жительства или пребывания. Во многих объявлениях о приёме на работу содержатся неправомерные требования о наличии местной регистрации:
- Мэр Москвы Сергей Собянин заявил на встрече со столичными профсоюзными активистами: «Мы вместе должны работать над тем, чтобы рабочие места, которые есть в Москве, предоставлялись в первую очередь москвичам»[44]. Первый заместитель мэра Москвы Владимир Ресин поддержал данное высказывание Собянина: «Как сказал, так и будет. Правильно сказал»[45]. Позже Сергей Собянин изменил своё мнение и заявил, что на работу в Москве надо в первую очередь брать россиян[46].
- Прокуратура Василеостровского района Санкт-Петербурга установила, что ООО «Скиф» разместило в нескольких газетах объявления о поиске сотрудника на должность помощника менеджера в отдел оптовых региональных продаж. При этом в нарушение статьи 64 Трудового кодекса в отношении кандидата был установлен возрастной ценз (от 20 до 35 лет) и требование о наличии постоянной прописки в Санкт-Петербурге или ближайшем пригороде. Прокуратура внесла в адрес руководства ООО «Скиф» представление об устранении нарушений трудового законодательства[47].

### Регистрация и образование
В ряде регионов запрещено принимать в школы детей, не имеющих местной регистрации, даже если регистрация имеется у родителей этих детей.

### Регистрация и медицинское обслуживание
Многие медицинские учреждения при предоставлении медицинской помощи по системе обязательного медицинского страхования незаконно требуют наличия регистрации. Например, по требованию прокурора Республики Карелия типовые правила медицинского обслуживания в Карелии, которые требовали обязательного наличия страхового полиса и регистрации по месту жительства, были признаны противоречащими федеральному законодательству и отменены.

### Изготовление поддельных свидетельств о регистрации
В связи с создаваемыми барьерами по осуществлению регистрации в соответствии с законом, с одной стороны, и существующей практикой дискриминации граждан без местной регистрации, с другой стороны, стали возникать различные фирмы и предприниматели, которые заявляют, что оказывают услуги по регистрации, а фактически предлагая услуги по изготовлению поддельных свидетельств о регистрации. Подобный случай был зафиксирован в Волгограде в 2011 году.